# Atkinsonella hypoxylon
Atkinsonella hypoxylon är en svampart som först beskrevs av Peck, och fick sitt nu gällande namn av Diehl 1950. Atkinsonella hypoxylon ingår i släktet Atkinsonella och familjen Clavicipitaceae.   Inga underarter finns listade i Catalogue of Life.